# Хегіак (Рекітоаса, Бакеу)
Хегіак (рум. Hăghiac) — село у повіті Бакеу в Румунії. Входить до складу комуни Рекітоаса.
Село розташоване на відстані 237 км на північний схід від Бухареста, 41 км на південний схід від Бакеу, 88 км на південь від Ясс, 116 км на північний захід від Галаца.

## Населення
За даними перепису населення 2002 року у селі проживали 36 осіб. Усі жителі села рідною мовою назвали румунську.
Національний склад населення села:
| Національність | Кількість осіб | Відсоток |
| -------------- | -------------- | -------- |
| румуни         | 30             | 83,3%    |
| цигани         | 6              | 16,7%    |